# ボンバーマンMAX2
『ボンバーマンMAX2』（ぼんばーまんまっくす2）は、2002年2月7日にハドソンから発売されたアクションゲーム。ゲームボーイアドバンスのボンバーマンシリーズ第2作目。ゲームボーイカラー用ソフト『ボンバーマンMAX』の続編。
前作のように本作にも『ボンバーマンバージョン』と『MAXバージョン（マックスバージョン）』という2つのバージョンが存在し、海外ではそれぞれ『BLUE ADVANCE』(ボンバーマン)、『RED ADVANCE』(MAX)となっている。

## ゲーム内容
ゲームモードは「ノーマルゲーム」と「バトルゲーム」がある。前作同様キャラボンがあり、収集・合成し、バトルモードで戦わせることができる。前作ではバトルゲーム（キャラボン対戦とキャラボン合成）は通信専用であったが、本作ではソフト1本でも対戦と合成ができる。

### ノーマルゲーム
ストーリー
ある日のこと、全宇宙の征服を企むムジョー率いるヒゲヒゲ団がボンバーベースを襲撃し、秘密兵器「ミニミニマシーン」によりボンバーマンとマックスの体を小さくしてしまった。元の姿に戻る方法はミニミニマシーンを破壊することのみである。ボンバーベースの指揮官Dr.アインが転送するキャラボンたちの力を借りて、ボンバーマンとマックスの新たな冒険が始まる。
ボンバーマンまたはマックスを操作し、爆弾を武器に数々のエリアをクリアしていく。エリア毎に決められたクリア条件を満たすと次のエリアに進むことになり、最終エリアをクリアするのが目的。今回は出口が複数出現する事があり、選んだ出口によって次のステージが変化する。ステージには番号が割り振られているが、ルート分岐するため番号順に進むとは限らない。出口の色は行き先が未クリアなら青、クリア済なら赤になりステージ番号が表示されるため、ルート進行の参考にできる。また、「○○以外を倒せ」や「残り時間が1:00になるまでに○○せよ」などの条件の時に、プレイ途中で条件を満たせなくなるようなことが発生した場合も青いゴールが出現するが、その出口は現在プレイしているエリアの入り口に通じているため、そのエリアをもう一度やり直すことになる。一度クリアしたことのあるエリアは、条件を満たさなくてもゴールが出現する。
爆弾の爆風や、敵・攻撃トラップへの接触、時間切れになるとミス。残り人数が減り、エリアの最初からやり直しになる。基本的なものを除いたアイテムの効果も失われる。残り人数が0の時にミスをするとゲームオーバー。コンティニューは何度でも可能だが能力は初期状態に戻る。特定のアイテムで残り人数が増える。
エリアは全部で100だが、クリアには全てを辿る必要は無い。ゲームオーバー時と最終エリアクリア後に、エリア攻略率に応じてメッセージが表示される。
本作では3つのセーブファイルが用意され、マニュアルセーブで記録される。ロード時・ゲームオーバー時にクリア済のエリアを自由に選ぶ事ができる。

#### 敵キャラクター
- ステージ1ボス：オードリー
  - 花粉や蜜、種や花びらで攻撃をしてくる。
- ステージ2ボス：イミダース
  - ページを開いて爆弾を降らせる、ウィンドカッターを吐き出すなどの攻撃をしてくる。
- ステージ3ボス：レンジー
  - デンジャラスボムに変化するパイを吐き出したり、ポップコーンをばらまいたりしてくる。
- ステージ4ボス：ガッタイン3
  - 3つのパーツに分かれた本体が合体するときの組み合わせによって、火炎放射、レーザー、磁力の3つの攻撃をしてくる。
- ステージ5ボス：マッドブレイン
  - 全部で3段階に変化する脳髄のようなボス。段階によって仕掛けてくる攻撃が異なる。

#### ピッチエリア
このモードでは自分と異なるバージョンのソフトとノーマルゲームのエリアを交換することができる。ノーマルゲームには全部で100のエリアがあり、どれだけのエリアをクリアしてエンディングを迎えるかで、エンディングの内容が異なる。エリアクリア達成率が0%から79%だとバッドエンド、80%から99%だとノーマルエンド、そして100%だとグッドエンドとなる。しかし2つのバージョンに分かれている今作は、それぞれのバージョンに違ったエリアが含まれており、単体では100%にならないようになっている(単体では最大80%)。そこでゲームボーイアドバンスの通信機能を用いて、互いの不足エリアを交換し、補い合うことで全エリアを揃え、クリア率を100%にすることで完全制覇が可能となる。
今作のエリアの内訳は、以下の通り。
- ボンバーマンバージョン・マックスバージョン共通エリア(60)
- ボンバーマンバージョン専用エリア(20)
- マックスバージョン専用エリア(20)

#### ミニゲーム
ミニゲームは一部のステージに存在し、大きく分けて2種類ありBGMも異なる。

##### ミニゲームA
かんつうアタック
30秒で貫通ボムを使用してアイテムを取りに行くが、下手をしたら貫通ボムの爆風で欲しいアイテムが燃える。
ジャンプレース
20秒でブロックとダメージ床を飛び越えてアイテムを獲得する。ただし、ボムは使用できない。
バロムだらけ
30秒でバロムを20匹倒して1アップする事ができる。時間切れになる前に20匹以上倒してもいい。
ブロックキックゲーム
キックでソフトブロックを移動させてアイテムを取ることが出来るが、下手なことをしたらアイテムが取れない状況をつくってしまう。ボムが使用できない。

##### ミニゲームB
なわとびじゃんぷじゃんぷ!
なわとびをして指定された回数をこなすとアイテムが貰える。100回ジャンプするとキャラボンが貰えるが、1度貰った後は1アップになっている。
なかまさがしょ～いどん!
見本になったアイテムと同じものを3つ探し、3つ探したら見本になったアイテムがもらえる
けんけんぱっぱ!
指定されたコマンドでけんけんぱをする。何回かするとアイテムが貰える。
ボムキックまとあてゲーム!
ボムキックを3回して的になっているアイテムを当てるゲーム前列は下駄ばかりで後列はスピードアップ、火力アップ、ボムアップ、1アップ、リモコンボム、ハートの6つ

### バトルゲーム
ルール
1対1のオートバトルを3回戦行い、相手のHPを0にするか、残りHPが多い方が勝ちになる。残りHPが同じ場合はドロー(引き分け)になる。バトルに勝つと、倒した相手のキャラボンを手に入れることができ、負けたプレイヤーはそのキャラボンを失ってしまうが、同じ種類のキャラボンを再び手に入れること(例:ボンバーマンバージョンのプレイヤーがポミュを出して負けた場合、ノーマルゲーム中のポミュを入手するエリアで再びポミュを入手すること)は可能。
コマンド
キャラボンがバトル中に取る3種類の行動。
- こうげき - 通常攻撃を行うコマンド。剣のマークで表される。
- ぼうぎょ - 敵の攻撃を防ぐコマンド。盾のマークで表される。
- とくしゅ - キャラボンの属性による特殊攻撃を行うコマンド。星のマークで表される。

作戦
対戦は3種類のコマンドを組み合わせた作戦（全6種類）の中から選んで行う。
- せんてひっしょう! - こうげき→とくしゅ
- せめたらまもれ! - こうげき→ぼうぎょ
- はでにいこうぜ! - とくしゅ→こうげき
- わざがひかるぜ! - とくしゅ→ぼうぎょ
- まもりがいちばん! - ぼうぎょ→こうげき
- しあげはばっちり! - ぼうぎょ→とくしゅ

属性
キャラボンには火(ドラゴン系)、水(魚系)、電気(ポミュ系)、土(獣系)の4つの属性があり、それぞれ相性が存在する。「火は土に強く、土は電気に強く、電気は水に強く、水は火に強い」となっている。相性が悪い属性相手への特殊攻撃(火から水、水から電気など)は効果が小さく、「火と電気」、「土と水」のような、相性が良くも悪くもない間の特殊攻撃は通常の効果となる。

### 1カートリッジモード
本作のカートリッジ1つで2人から4人での対戦ゲームをプレイすることができるモード。どちらのバージョンでも内容は同一である。

#### ルール
ジャンプ台と床でなりたっているフィールドでキャラボンを操作し、爆弾や特殊攻撃を使って他のキャラボンを倒していく。最後に残ったプレイヤーが1ポイント獲得でき、あらかじめ決めておいたポイントを獲得したプレイヤーが最終的な勝者となる。時間切れになると引き分けとなる。

#### アクション
床の上ではAボタンで爆弾を設置でき、Bボタンでキャラボンの上に表示されている回数分(最大3回)特殊攻撃をすることが可能である。床から飛び降り、ジャンプ台に乗ることで他の段への移動が可能。下降中は左右へ移動できないが、上昇中は十字ボタンの左右で床の上に乗ることが可能。またジャンプ中はバリアが張られ無敵状態となるが、ジャンプ台に触れる度にバリアが変化し、最終的にはバリアが無くなってしまう。一度床の上に乗ってからジャンプすると再びバリアが張られるようになる。

#### ルール設定
何ポイントマッチ?
1ゲームを何ポイントマッチにするかを設定できる。1～5。
タイム
プレイ時間を設定できる。1:00～5:00。
シャッフル
キャラボンのスタート位置が変化する。あり/なし。

#### キャラボン（操作キャラクター）
ポミュ
特殊攻撃：サンダーヘッド
- 上方向にイナズマを発射する。イナズマに触れたキャラクターはしばらく動けなくなる。

シェル
特殊攻撃：アクアボンバー
- 向いている方向に水を発射し、爆弾を押し流す。床から落下した爆弾は消滅する。爆弾が押し流されている途中に、爆弾やキャラボン、アイテムといった障害物がある場合はそこで止まってしまう。

ステゴドン
特殊攻撃：ボムアッパー
- 自分が設置した爆弾を上の床に蹴りあげる。

ストロング
特殊攻撃：ボムスルー
- 自分が設置した爆弾を向いている方向に投げる。

## キャラボン
『ボンバーマンMAX2』ではキャラボンをセットしたらセットしたキャラボンの能力を使用する事ができる。全30体存在するが、内2体は入手不明。
キャラボンの属性には「火」「水」「電気」「土」の4つがある。それぞれ相性が存在し「火は土に強く、水は火に強く、電気は水に強く、土は電気に強い」となっている。属性の相性はバトルゲームでの特殊攻撃のダメージ量に影響を与える。

### ボンバーマンバージョン
「ボンバーマンバージョン」のノーマルゲームで入手する事ができるキャラボン。
シードラン
属性：火
能力：貫通ボムが使用可能。
特殊攻撃：バーニングスピン
プテラドン
属性：火
能力：地雷ボム。
特殊攻撃：ファイヤーボウ
シーバルーン
属性：水
能力：設置したボムをすり抜ける事が出来る。
特殊攻撃：バブルシャワー
シェル
属性：水
能力：シールドを構える事が出来るが、リモコンボムが使用不可能になる。
特殊攻撃：アクアボンバー
アンゴラー
属性：水
能力：ボムの爆風が敵を一定の距離追跡する。
特殊攻撃：メガウォッシャー
ポミュ
属性：電気
能力：速度が最大。
特殊攻撃：サンダーヘッド
アニマルポミュ
属性：電気
能力：ジャンプして1つのブロックを飛び越えることが出来るが、リモコンが使用不可能になる。
特殊攻撃：サンダーアタック
ビーストポミュ
属性：電気
能力：ボムを設置した後、ボタンを押してボムを自由に動かせる事が出来るが、リモコンボムが使用不可能になる。
特殊攻撃：サンダースピン
サイン
属性：土
能力：ボムキックが出来る。
特殊攻撃：ドリルストーン
ストロング
属性：土
能力：目の前のボムを1ブロック飛ばせる事が出来るが、リモコンボムが使用不可能になる。
特殊攻撃：メガトンストーン
タートルキング
属性：火・水・電気
能力：火力が最大で、ブロック通過が出来るし、移動速度が最大になる。
ミニゲーム「なわとびじゃんぷじゃんぷ!」を100回飛べたらもらえるキャラボン。
特殊攻撃：スピンアタック

### マックスバージョン
「マックスバージョン」のノーマルゲームで入手できるキャラボン。
ドラコ
属性：火
能力：火力が1上がる。
特殊攻撃：ヒートファイヤー
ツインドラゴン
属性：火
能力：追跡ボムが使用可能。
特殊攻撃：ダブルファイヤー
ステゴドン
属性：火
能力：デンジャラスボムが使用可能。
特殊攻撃：バブルファイヤー
シャークン
属性：水
能力：ソフトブロック通過ができる。
特殊攻撃：アイスラッガー
ターツン
属性：水
能力：ラインボムが使用可能。
特殊攻撃：アクアスパイラル
ポミュクロー
属性：電気
能力：ダッシュする事ができる。
特殊攻撃：サンダークロス
ポミュチキン
属性：電気
能力：オンプを出して敵の動きを止められるが、リモコンボムが使用不可能。
特殊攻撃：サウンドシャワー
エレファン
属性：土
能力：ボムを設置する数が最大になる。
特殊攻撃：グランシェイカー
ユニコルネス
属性：土
能力：ソフトブロックを蹴飛ばす事ができるが、リモコンボムが使用不可能になる。
特殊攻撃：ジェットタイフーン
ビッグオックス
属性：土
能力：向いている方向にボムを投げる事ができる。
特殊攻撃：ストーンスピア
サンダーライガー
属性：火・土・電気
能力：ボムと火力、移動速度が最大なる。
ミニゲーム「なわとびじゃんぷじゃんぷ!」を100回飛べたらもらえるキャラボン。
特殊攻撃：ファイヤーリング

### 合成
シャーゴン
属性：火・水
能力：ラインボムと貫通ボムが使用可能。
特殊攻撃：ナイアガラヒート
ドラゴンポミュ
属性：火・電気
能力：デンジャラスボムが使用できるが、リモコンボムが使用できない。
特殊攻撃：サンダースコール
ポミュファング
属性：電気・土
能力：ジャンプして1つのブロックを飛び越える事が出来る。ボムを設置する数が4個になるが、リモコンボムが使用できない。
特殊攻撃：サンダーカッター
スパークン
属性：電気・水
能力：ソフトブロック通過で、移動速度が最大。
特殊攻撃：スパークショット
サイゴス
属性：水・土
能力：ラインボムが使用可能で、設置するボムの数が4個になる。
特殊攻撃：アクアシュート
エレファドン
属性：火・土
能力：ボムを設置する数が4個になり火力が最大になる。
特殊攻撃：ポンピングヒート